# Per Frimann
Per Frimann, né le 4 juin 1962 à Gladsaxe, est un joueur de football international danois, qui évoluait comme milieu de terrain. Il est surtout connu pour son passage à Anderlecht, où il remporte plusieurs trophées. Il est sélectionné 17 fois en équipe nationale danoise, et participe à la Coupe du monde 1986 et à l'Euro 1988. Il prend sa retraite en 1990 à la suite de blessures récurrentes. Depuis 2002, il est consultant sportif sur la chaîne danoise TV-3.

## Carrière

### Débuts
Per Frimann commence sa carrière en 1980 à l'AB Copenhague, où il a fait sa formation. Après un an, il rejoint le KB Copenhague, champion du Danemark en titre, où il joue également une saison. 

### Passage remarqué à Anderlecht
Durant l'hiver 1982, il quitte son pays et est transféré par Anderlecht, un club du top belge, où jouent déjà Morten Olsen et Kenneth Brylle notamment. Sa première saison en Belgique est couronnée de succès. Il est d'emblée titulaire en milieu de terrain, et le club remporte la Coupe UEFA 1983. Il fait ses débuts internationaux le 12 octobre 1983 dans un match de qualification pour l'Euro 84 face au Luxembourg. La saison suivante, il joue une nouvelle finale de Coupe UEFA, mais le club doit cette fois s'incliner face à Tottenham.
Per Frimann est un des joueurs dépositaires du jeu anderlechtois, et remporte trois titres de champion de Belgique consécutifs en 1985, 1986 et 1987, agrémentés de deux Supercoupe de Belgique en 1985 et 1987. Devenu également titulaire en équipe nationale, il est sélectionné pour participer à la Coupe du monde 1986. Mais lors du dernier entraînement avant l'entrée de l'équipe dans le tournoi, il se blesse sévèrement à  la cheville, ce qui l'empêche de jouer pendant le tournoi. Cette blessure le handicapera jusqu'à la fin de sa carrière.

### Retour au Danemark et fin de carrière
En 1988, gêné par cette blessure, Per Frimann perd sa place de titulaire dans l'entrejeu bruxellois. À la fin de la saison en Belgique, il demande alors à retourner au Danemark, et est transféré par le Brøndby IF, dont l'entraîneur est son ancien équipier Morten Olsen. En plus de ses 158 matches de championnat, il aura joué 16 matches de Coupe de Belgique, inscrivant 4 buts, et 36 matches de Coupe d'Europe, inscrivant 7 buts. Il est d'abord prêté à Århus jusqu'à la fin de l'année, où il remporte la Coupe du Danemark, puis revient à Brøndby au début de l'année 1989. Il remporte d'abord une seconde Coupe du Danemark, puis le titre de champion la saison suivante. Très souvent blessé, il ne joue quasiment pas de la saison, et doit arrêter sa carrière au mois d'août à seulement 28 ans. Un match de jubilé est organisé en son honneur entre l'équipe danoise de la Coupe du monde 1986 et Brøndby, ce qui constitue une première pour un footballeur danois.

### Statistiques en championnats
Statistiques de Per Frimann lors des matches de championnats au cours de sa carrière. Les matches de Coupe, de compétitions européennes et en équipe nationale ne sont pas pris en compte.
| Saison    | Club           | Pays | Championnat | Matches | Buts |
| --------- | -------------- | ---- | ----------- | ------- | ---- |
| 1980      | AB Copenhague  |      | Division 1  | ?       | ?    |
| 1981      | KB Copenhague  |      | Division 1  | 15      | 5    |
| 1981-1982 | RSC Anderlecht |      | Division 1  | 11      | 3    |
| 1982-1983 | RSC Anderlecht |      | Division 1  | 32      | 6    |
| 1983-1984 | RSC Anderlecht |      | Division 1  | 22      | 3    |
| 1984-1985 | RSC Anderlecht |      | Division 1  | 32      | 8    |
| 1985-1986 | RSC Anderlecht |      | Division 1  | 35      | 8    |
| 1986-1987 | RSC Anderlecht |      | Division 1  | 6       | 0    |
| 1987-1988 | RSC Anderlecht |      | Division 1  | 21      | 3    |
| 1988      | AGF Århus      |      | Division 1  | 7       | 0    |
| 1989      | Brøndby IF     |      | Division 1  | 7       | 3    |
| 1990      | Brøndby IF     |      | Division 1  | 21      | 3    |

### Parcours en équipes nationales
Per Frimann est appelé le 16 juillet 1979 en équipe U19 pour un match contre la Pologne. Lors de son deuxième match contre le Portugal, il inscrit trois des cinq buts de son équipe, qui l'emporte 5-1. Le Danemark se qualifie pour le championnat d'Europe des moins de 19 ans 1980. Il joue son septième et dernier match avec les U19 le 26 mars 1980 contre l'Angleterre, qui se solde sur une défaite 0-4.
Le 2 juin de la même année, Frimann passe chez les espoirs lors des qualifications pour le Championnat d'Europe espoirs 1982, pour lequel le Danemark ne parvient pas à se qualifier. Il entame les qualifications pour l'édition suivante, et joue au total 10 matches, son dernier étant à nouveau contre l'Angleterre, le 20 septembre 1983. Le match se termine à nouveau sur une défaite, 1-4 cette fois-ci.
Trois semaines plus tard, le 12 octobre 1983, il est appelé en équipe nationale A, pour un match de qualification pour l'Euro 84 face au Luxembourg, remporté 6-0. Le Danemark se qualifie pour le tournoi, mais Per Frimann n'est pas repris dans le groupe pour y participer. Il revient en équipe nationale le 8 mai 1985 contre la RDA, en qualifications pour la Coupe du monde 1986. Devenu un titulaire à part entière en équipe nationale, Per Frimann participe activement à la première qualification du Danemark pour une Coupe du monde. Mais malheureusement pour lui, il se blesse à la cheville juste avant le début du tournoi et ne peut participer à aucun match.
Il revient en équipe nationale pour les éliminatoires de l'Euro 88, pour lequel le Danemark parvient également à se qualifier. Cette fois, il joue un match lors du tournoi, une défaite 0-2 contre l'Italie, mais les Danois sont éliminés dès le premier tour. Le 6 septembre 1989, il joue son dernier match sous le maillot danois, lors d'un match nul 2-2 face aux Pays-Bas.
Per Frimann fait aussi partie de l'équipe qui se qualifie pour les Jeux Olympiques de 1988. Mais ayant été retenu pour participer à la Coupe du monde deux ans plus tôt, il n'était plus éligible pour l'équipe olympique. À la suite d'une plainte de la Pologne, battue 2-0 en qualifications, le Danemark est déclaré perdant par forfait, ce qui lui coûte la qualification.

### Palmarès
- Vainqueur de la Coupe UEFA en 1983 avec Anderlecht.
- 3 fois champion de Belgique en 1985, 1986 et 1987 avec Anderlecht.
- 2 fois vainqueur de la Supercoupe de Belgique en 1985 et 1987 avec Anderlecht.
- 1 fois champion du Danemark en 1990 avec Brøndby IF.
- 2 fois vainqueur de la Coupe du Danemark en 1988 avec Århus et en 1989 avec Brøndby IF.

## Après-carrière
Après sa retraite sportive, Per Frimann travaille dans l'équipe "public relations" de la Commission européenne, de 1992 à 1996. Il est ensuite engagé comme conseiller interne au Comité national olympique danois, qu'il quitte en avril 1998 pour devenir directeur sportif de son club formateur, l'AB Copenhague. Quand il apprend que l'entraîneur du club, Christian Andersen, a signé un contrat avec le rival du FC Copenhague en octobre 1998, soit 8 mois avant l'expiration de son contrat actuel, il refuse de le laisser partir et l'écarte de la direction de l'équipe. Finalement, il change d'avis et le laisse partir, mais cet épisode laissera des traces dans les relations tendues entre les deux hommes.
Sous sa direction, l'AB fait face à des problèmes financiers, et il doit quitter le club en 2002. Il devient alors consultant sportif dans l'émission Onside sur la chaîne danoise TV-3 appartenant au groupe Viasat, et commente certains matches au côté de Carsten Werge. Il occupe toujours ce poste en 2011.
Dans son autobiographe publiée en 2004, Christian Andersen pose la question de la responsabilité de Frimann dans les difficultés financières de l'AB Copenhague. Menacé de poursuites judiciaires pour calomnies, il présente des excuses publiques quelques jours plus tard, et Frimann ne dépose pas plainte.